# ياغو (لاعب كرة قدم)
ياغو هو لاعب كرة قدم برازيلي في مركز الدفاع، ولد في 2 نوفمبر 1999. لعب مع Vitória S.C. B ‏.